# 區間估計
區間估計是一種估计方法，是指以点估计的值为中心加减一个误差值，而這個上下限內就構成一個区间，而且還要估算一下区间的可信程度。這個區間也被稱為预测区间。例如一家商店每天的平均销售量为29.52杯，数据若採用區間估計，則调整为（29.52±3.2）杯，即每天的平均销售量为26.32~32.72杯，這樣調整出來的區間數值更接近實際，而且这个区间值的可信度达到90%。与点估计不同的是，点估计只给出一个值。 